# Partido Andalucista
Die Partido Andalucista war eine spanische Partei, die 1976 gegründet und 2015 aufgelöst wurde. Sie war eine linke Regionalpartei, die in der Autonomen Gemeinschaft Andalusien tätig war.

## Geschichte
Die Partei entstand 1976, als die 1965 gegründete Alianza Socialista de Andalucía ihren Namen in Partido Socialista de Andalucía (PSA) änderte. Im Januar 1979 übernahm sie die Bezeichnung Partido Socialista de Andalucía-Poder Andaluz (PSA-PA) und im Februar 1984 die heutige Bezeichnung Partido Andalucista.
1979 erreichte die PSA-PA mit rund 325.000 Stimmen (1,81 %) 5 Mandate im Congreso de los Diputados. 1982 und 1986 verfehlte sie mit 0,4 % bzw. 0,47 % der Stimmen den Einzug. 1989 erlangte sie 1,04 % der Stimmen (2 Mandate), 1993 und 1996 blieb sie ohne Abgeordnete (0,41 % und 0,54 %). Nach 2000 stellte sie einen Abgeordneten (0,89 %), schaffte den Wiedereinzug 2004 aber nicht (0,70 %). 2008 trat sie mit anderen regionalen Parteien als Coalición Andalucista an, bekam aber nur 0,27 % der Stimmen. Bei den Wahlen 2011 erhielt sie 0,32 %.
Auf regionaler Ebene erreichte die PA zwischen 2,7 und 10,8 %. Von 1996 bis 2004 koalierte sie mit der PSOE unter der Führung von Manuel Chaves. Bei den Regional- und Kommunalwahlen in Spanien 2011 trat sie in 282 Gemeinden zur Wahl an und errang 470 Mandate in 177 Gemeinden. Bei der vorangegangenen Wahl 2007 waren es 525 Abgeordnete in 201 von 366 angetretenen Wahlbezirken.
Auf europäischer Ebene war die Partido Andalucista wie andere spanische regionale Parteien auch Mitglied der Europäischen Freien Allianz.

## Ideologie
Die Partei beschrieb ihre Ideologie selbst als nacionalista, federalista, y progresista (nationalistisch, föderal, progressiv). Primäres Ziel war eine Stärkung der Autonomie Andalusiens.
Jugendorganisation der Partei war die Juventudes Andalucistas.